# Walmer
Walmer è un paese del Kent (Inghilterra), situato lungo la costa, 10 chilometri a nord-est di Dover.

## Storia
Nel 55 e nel 54 a.C. Gaio Giulio Cesare sbarcò proprio su queste spiagge quando invase per due volte la Britannia. Il castello è una grande attrazione turistica, fu costruito nel 1540 su ordine di Enrico VIII d'Inghilterra.

## Monumenti e luoghi d'interesse

### Architetture militari
- Castello di Walmer (XVI secolo)[1][2][3]